# Robert M. Waymouth
Robert M. Waymouth (* 20. Mai 1960 in Warner Robins, Georgia) ist ein amerikanischer Chemiker an der Stanford University.

## Leben
Waymouth studierte bis zum Bachelor-Abschluss sowohl in Chemie als auch in Mathematik 1982 an der privaten Washington and Lee University in Virginia. Anschließend ging er für seine Doktorarbeit an das California Institute of Technology zu Professor R. H. Grubbs. Nach seinem Abschluss im Jahr 1987 verbrachte er seine Postdoc-Zeit bei Piero Pino am Institut für Polymere der ETH Zürich. 1988 wurde er als Assistenzprofessor an Stanford-Universität berufen und 1994 zum Associate Professor. 1997 erhielt er eine volle Professur. Er ist seit 2000 Robert Eckles Swain Professor.
Er entwickelt mit seiner Gruppe organische und organometallische Katalysatoren für die Synthese von Makromolekülen mit neuartigen chemischen, physikalischen oder biologischen Eigenschaften, zum Beispiel selektive katalysierte Redoxreaktionen für die Elektrochemie.

## Auszeichnungen
- Sloan Research Fellow 1993 bis 1995
- Arthur C. Cope Scholar Award 1995
- Alan T. Waterman Award, 1996
- Wilhelm Manchot Gastprofessor an der TU München 1997
- Humboldt-Forschungspreis 2001
- Cooperative Research Award in Polymer Science and Engineering der PMSE Sektion der American Chemical Society mit James L. Hedrick 2009
- Presidential Green Chemistry Challenge Award der Environmental Protection Agency mit James L. Hedrick von IBM 2012
- Butler Lecturer, University of Florida 2015
- ACS Award in Polymer Chemistry 2022
- Herman F. Mark Division of Polymer Chemistry Award 2023